# 許嗣宗
許嗣宗（1500年—？），字紹德，福建福州府閩縣人，民籍，明朝政治人物。

## 生平
嘉靖元年（1522年）壬午科福建鄉試第三十名舉人。嘉靖二十年（1541年）中式辛丑科會試第二百九十七名，登第三甲第一百二十五名進士。历南昌府新建、抚州府崇仁知县，升户部主事，管臨清鈔關，终户部郎中。

## 家族
曾祖許景陽，贈戶部主事；祖父許坦，大理知府 加贈中憲大夫；父許綸，七品散官。前母鄧氏；母林氏。重庆下。兄郊。弟振宗、亢宗、远宗、儒宗、超宗、赣宗、定宗、追宗、慎宗。叔父許繼、許繹，俱進士。